# 15507 Rengarajan
15507 Rengarajan è un asteroide della fascia principale. Scoperto nel 1999, presenta un'orbita caratterizzata da un semiasse maggiore pari a 2,3947335 UA e da un'eccentricità di 0,1450835, inclinata di 5,66163° rispetto all'eclittica.